# Serinus reichenowi
Serinus reichenowi là một loài chim trong họ Fringillidae.